# InkBall
InkBall — компьютерная игра, которая входит в состав Windows XP Tablet PC Edition 2005 и Windows Vista, за исключением версий «Начальная» и «Домашняя базовая». Для игры необходим стилус или мышь, чтобы рисовать линии и направлять шары в отверстия соответствующих цветов. В Windows XP Tablet PC Edition для правильной игры требовался графический планшет, так как курсор мыши не был виден в окне игры. Двойное нажатие Alt во время игры приводило к появлению курсора мыши. На Windows Vista в неё также можно играть с помощью мыши.
Очки начисляются за установку цветных мячей в правильную лунку за оставшееся время до конца раунда и за разбивание блоков. Игра заканчивается, когда истекает время или когда мяч попадает в отверстие неправильного цвета. Однако, серый — это нейтральный цвет, и поэтому, если серый шар попадёт в лунку другого цвета или любой шар попадёт в серую лунку, ничего не произойдёт. Некоторые блоки обладают особыми свойствами, например, ломаются при ударе, открываются и закрываются через определённые промежутки времени, меняют цвет мяча или заставляют его ускоряться. InkBall имеет множество уровней сложности: от Начинающего до Новичка, от Среднего до Продвинутого и, наконец, до Эксперта. По мере увеличения сложности время, необходимое для того, чтобы переместить шары в правильные отверстия, резко сокращается, а общая сложность задачи существенно возрастает.